# 抗躁薬
抗躁薬（こうそうやく、英:antimaniac drug）とは、躁病に効果がある医薬品のことである。この医薬品の分類は、日本において抗精神病薬と抗躁薬にしか分類が発達していなかった時代の名残である。
後に気分安定薬と呼ばれるようになったのは、躁うつ病（現在の双極性障害）のうつ状態にも有効であるためである。
1949年に、ジョン・ケイドによって躁病患者にリチウム塩が試された。この発見をもって、精神薬理学の誕生とされる。しかしながら、リチウムは安価で商業的な関心を生まず、1952年のクロルプロマジンの発見と誕生年とすることもある。
ジョン・ケイドは、躁病は体内物質の中毒によって起こると考え、患者の尿をモルモットに注射し毒性が強いことを見出し、含まれる有害物質が尿酸であると考え、このため水溶性の高い尿酸塩として尿酸リチウムをモルモットに投与したところ、今度はモルモットを静穏させたため、患者へリチウムの投与を試み症状の改善を見出いしたのである。
カルバマゼピンは、1960年代には抗てんかん薬として用いられたが、日本の研究者である竹崎と花岡は1971年に抗躁作用を持つことを日本の論文雑誌にて公表し、その結果試験が増え、1979年には大熊が英文で発表、1984年にはポストらが躁病に有効であるという追試を行った。その後カルバマゼピンは双極性障害のうつ状態の側面にも有効であるとされ、リチウムと共に気分安定薬という新たなカテゴリーが登場した。なお2012年の日本うつ病学会の診療ガイドラインは、カルバマゼピンを双極性障害のうつ病エピソードには推奨していない。